# Debbie Armstrong
Debra Rae „Debbie” Armstrong (ur. 6 grudnia 1963 w Seattle) – amerykańska narciarka alpejska, mistrzyni olimpijska.

## Kariera
Największy sukces w karierze Debbie Armstrong osiągnęła na igrzyskach olimpijskich w Sarajewie w 1984 roku, gdzie wywalczyła złoty medal w gigancie. W zawodach tych wyprzedziła bezpośrednio swą rodaczkę, Christin Cooper oraz Francuzkę Perrine Pelen. Na rozgrywanych cztery lata później igrzyskach w Calgary nie zdołała obronić tytułu, kończąc rywalizację na trzynastej pozycji. W międzyczasie wystartowała na mistrzostwach świata w Bormio w 1985 roku, gdzie w tej samej konkurencji była czwarta. Walkę o podium przegrała tam z kolejną reprezentantką USA, Evą Twardokens o 0,05 sekundy. Brała także udział w mistrzostwach świata w Crans-Montana w 1987 roku, zajmując szóste miejsce w supergigancie oraz trzynaste w zjeździe.
W zawodach Pucharu Świata zadebiutowała w sezonie 1982/1983. Pierwsze punkty wywalczyła 8 grudnia 1982 roku w Val d’Isère, gdzie była jedenasta w kombinacji. Nieco ponad rok później po raz pierwszy i jedyny stanęła na podium zawodów tego cyklu, 8 stycznia 1984 roku w Puy-Saint-Vincent zajmując trzecie miejsce w supergigancie. Uległa tam jedynie Kanadyjce Laurie Graham oraz Micheli Figini ze Szwajcarii. Wielokrotnie plasowała się w najlepszej dziesiątce zawodów pucharowych, w tym trzykrotnie zajmując czwarte miejsce. Najlepsze wyniki osiągnęła w sezonie 1984/1985, kiedy zajęła dwudzieste miejsce w klasyfikacji generalnej.

## Osiągnięcia

### Igrzyska olimpijskie
| Miejsce | Dzień     | Rok  | Miejscowość | Konkurencja | Czas biegu  | Strata  | Zwyciężczyni    |
| ------- | --------- | ---- | ----------- | ----------- | ----------- | ------- | --------------- |
| 1.      | 13 lutego | 1984 | Sarajewo    | Gigant      | 2:20,98 min | -       | -               |
| 21.     | 16 lutego | 1984 | Sarajewo    | Zjazd       | 1:13,36 min | +2,21 s | Michela Figini  |
| 18.     | 22 lutego | 1988 | Calgary     | Supergigant | 1:19,03 min | +2,84 s | Sigrid Wolf     |
| 13.     | 24 lutego | 1988 | Calgary     | Gigant      | 2:06,49 min | +4,23 s | Vreni Schneider |

### Mistrzostwa świata
| Miejsce | Dzień    | Rok  | Miejscowość   | Konkurencja | Czas biegu  | Strata  | Zwyciężczyni   |
| ------- | -------- | ---- | ------------- | ----------- | ----------- | ------- | -------------- |
| DNF     | 4 lutego | 1985 | Bormio        | Kombinacja  | 18,72 pkt   | -       | Erika Hess     |
| 4.      | 6 lutego | 1985 | Bormio        | Gigant      | 2:18,53 min | +0,73 s | Diann Roffe    |
| 13.     | 1 lutego | 1987 | Crans-Montana | Zjazd       | 1:43,80 min | +2,40 s | Maria Walliser |
| 6.      | 3 lutego | 1987 | Crans-Montana | Supergigant | 1:19,17 min | +1,90 s | Maria Walliser |

### Puchar Świata

#### Miejsca w klasyfikacji generalnej
- sezon 1982/1983: 33.
- sezon 1983/1984: 24.
- sezon 1984/1985: 20.
- sezon 1985/1986: 35.
- sezon 1986/1987: 22.
- sezon 1987/1988: 94.

#### Miejsce na podium
1. Puy-Saint-Vincent – 8 stycznia 1984 (supergigant) – 3. miejsce